# Суставная мышца локтя
Суставная мышца локтя (лат. Musculus articularis cubiti) — непостоянна. Залегает под локтевой мышцей. Представляет собой мышечные пучки, которые идут радиально от дистального отдела сухожильной части медиальной головки трёхглавой мышцы плеча и медиального края ямки локтевого отростка. Заканчивается на задней поверхности капсулы локтевого сустава.

## Функция
Натягивает капсулу локтевого сустава.